# Hankojärvi
Hankojärvi är en sjö i kommunen Parkano i landskapet Birkaland i Finland. Sjön ligger 125,6 meter över havet. Arean är 46 hektar och strandlinjen är 5,39 kilometer lång. Sjön  ingår i Kumo älvs huvudavrinningsområde.   Den ligger omkring 56 km nordväst om Tammerfors och omkring 220 km norr om Helsingfors. 